# 크루스 델 라요역
크루스 델 라요 역(스페인어: Cruz del Rayo)은 마드리드 지하철 9호선의 역이다. 마드리드 차마르틴 구의 프린시페 데 베르가라 거리 지하에 위치해 있다. 요금구역 상으로는 A구역에 속한다. 역 부근에는 스페인 국립음악당이 위치해 있다.

## 역사
1983년 12월 30일 9호선의 북쪽 지선 (아베니다 데 아메리카-플라사 데 카스티야 구간 개통과 함께 문을 열었다. 지선 구간에 속했기 때문에 '9b호선'이라 불렸지만 1986년 2월 24일부터 9호선 본선에 속하게 되었다.
1990년 3월 2일에는 역내에 설치된 전선에서 화재가 발생해 15명이 부상당하는 사고가 있었다.

## 환승 정보
역 주변에 시내버스 정류장이 두 곳 있다.
버스
- 시내버스
  - 29, 52번 노선 (주간)

지하철
| 마드리드 지하철              | 마드리드 지하철       | 마드리드 지하철                       |
| ---------------------------- | --------------------- | ------------------------------------- |
| 콘차 에스피나 파코 데 루시아 | 마드리드 지하철 9호선 | 아베니다 데 아메리카 아르간다 델 레이 |